# Ranunculus buekkensis
Ranunculus buekkensis är en ranunkelväxtart som beskrevs av Sóo. Ranunculus buekkensis ingår i släktet ranunkler, och familjen ranunkelväxter. Inga underarter finns listade i Catalogue of Life.